# Austrolebias periodicus
Austrolebias periodicus är en fiskart som först beskrevs av Costa, 1999.  Austrolebias periodicus ingår i släktet Austrolebias och familjen Rivulidae. Inga underarter finns listade.